# Albertus Jacobus Besters
Albertus Jacobus Besters (gedoopt Den Haag, 18 oktober 1755 - Leiden, 11 september 1819) was een Nederlandse schilder en tekenaar.

## Leven en werk
Besters werd gedoopt in de katholieke kerk aan de Oude Molstraat in Den Haag als zoon van Henricus Besters en Jacoba Gozewijn. Hij trouwde met Elisabeth van Stadloo (overleden 1805). 
Besters genoot zijn opleiding in de Zuidelijke Nederlanden. In 1782 was hij lid van Pictura in Den Haag. Hij won er in 1785 of 1786 een zilveren medaille. Hij vestigde zich voor 1803 in Leiden, waar hij ook les gaf. Leerlingen van hem waren onder anderen Hendrik Jan van Amerom en Jacobus van der Stok.
Besters schilderde met name landschappen, maar ook portretten en naakten. Hij overleed in 1819 in zijn huis aan de Oude Singel in Leiden.